# Когда боги смеются
«Когда́ бо́ги смею́тся» — детективный роман Александры Марининой из серии о Насте Каменской, вышедший в 2000 году в издательстве «Эксмо». Название «Когда боги смеются» — отсылка к одноимённому рассказу Джека Лондона, строка из которого взята в качестве эпиграфа к роману.

## Сюжет
Настя Каменская расследует странные убийства двух молодых людей. Вскоре она приходит к выводу, что оба юноши накануне убийства посещали концерты одной и той же музыкальной группы, «Би-Би-Си». Одновременно с этим на Петровку обращается бизнесмен Рубцов с просьбой выяснить, кто пишет его дочери Жене странные письма. Солистка группы «Би-Би-Си» оказывается соседкой любовницы этого самого бизнесмена.

## Персонажи
- Анастасия Каменская — главная героиня, на данный момент подполковник милиции.
- Алексей Чистяков — муж Анастасии, профессор математики.
- Игорь Лесников — оперативник с Петровки, в данный момент глубоко удручённый разводом с женой.
- Андрей Чеботаев — молоденький оперативник с территории с очень длинными ресницами.
- Роман Рубцов — успешный бизнесмен, загнавший свою молодую дочь в чрезмерно жесткие рамки, пытаясь этим оградить её от дурной наследственности, человек очень жестокий, властный, нетерпимый, но со своей любовницей Ольгой — добрый и щедрый. Для достижения своих целей способен на многое, вплоть до заказного убийства.
- Женя Рубцова — его дочь, живущая под строгим надзором отца, как в тюрьме, запугана им и ненавидит его, но не смеет воспротивиться. В макияже и в стильной одежде очень похожа на сценический образ певицы Светланы Медведевой. Познакомившись с Лесниковым, влюбляется в него. Доведенная отцом до ручки, доносит на него в милицию и становится главной причиной ареста отца.
- Ольга Плетнёва — любовница Рубцова, живёт в фиктивном браке с другом детства (супруги делят быт, но не постель), о фиктивности которого никто, кроме них, не подозревает. Соседка Медведевой.
- Павел Плетнёв — муж Ольги.
- Светлана Медведева — солистка молодёжной группы, неинтеллигентная, но и не настолько глупая, как многим кажется, девица, к своему несчастью, беззаветно любящая одного бывшего спившегося актёра[1].
- Кирилл Яровой, в оперативной работе проходил как «Фанат» — психически больной молодой человек, помешанный на Светлане Медведевой и убивающий любого, кто плохо о ней отзовётся.

## Отзывы и критика
Мария Рубинштейн писала, что сюжет этого романа «высосан из пальца в гораздо меньшей степени, чем сюжеты „Я умер вчера“, „Реквиема“ или „Седьмой жертвы“». Рубинштейн особо отметила, что писательница изменяет главную героиню — Каменскую — в соответствии с начавшим тогда выходить телесериалом до этого Анастасия носила «длинные роскошные волосы», а теперь она коротко постриглась. Мария Рубинштейн предполагает, что это было сделано по инициативе издательства и связано с размещением на обложке книги портрета актрисы Елены Яковлевой в роли Каменской, которая носит короткую стрижку «Сложилось впечатление, что Александре Марининой сейчас отводится роль такого „фильмописателя“. … раньше мы имели экранизации книг; потом стали появляться книги по фильмам; теперь же, в случае с Марининой, Юрием Морозом и „Рекун-Фильмом“, уже не поймешь, что первично, а что вторично. Есть (точнее, появляется на наших глазах) единый жанр — фильмокнига».
Ольга Славникова посчитала «Когда боги смеются» «откровенно провальным, да и главная героиня уже вошла в постбальзаковский возраст» и «Каменская себя исчерпала».

## Адаптации и переводы
Роман был экранизирован режиссёром Юрием Морозом в третьей части телесериала «Каменская».